# Pinheiro (Aguiar da Beira)
Pinheiro ist eine von 13 Gemeinden des portugiesischen Kreises Aguiar da Beira. In Pinheiro leben 231 Einwohner (Stand 19. April 2021) auf einer Fläche von 15,9 km².